# Agrias phryne
Agrias phryne är en fjärilsart som beskrevs av Biedermann 1927. Agrias phryne ingår i släktet Agrias och familjen praktfjärilar. Inga underarter finns listade i Catalogue of Life.